# Streets of Philadelphia
«Streets of Philadelphia» es una canción ganadora del premio Óscar a la mejor canción original escrita e interpretada por el músico rock estadounidense Bruce Springsteen para la película Philadelphia (1993), la primera película de cultura de masas que trataba el tema del sida. Se publicó en 1994 y fue un éxito en muchos países como Canadá, Francia, Alemania, Irlanda y Noruega, donde ocupó el primer puesto de sus listas de éxitos. Se vendieron más de 8 millones de copias en 1994.
La canción obtuvo un éxito de crítica y ganó el premio Óscar a la mejor canción original y cuatro premios Grammy, incluyendo el premio a la mejor grabación del año, el premio a la mejor canción de rock, el premio a la mejor interpretación vocal de rock masculina y el premio a la mejor canción escrita para una película, televisión u otro medio visual.
La canción toma su nombre de la ciudad Filadelfia.

## Historia
A principios de 1993 el director de la película Philadelphia, Jonathan Demme, le pidió a Springsteen que escribiese una canción para la producción; y en junio de ese mismo año la presentó. Estaba interpretada casi de forma íntegra por el propio Springsteen, aunque el bajo y las voces adicionales eran de Tommy Sims, miembro de la "Other Band". Además había partes grabadas del saxofón y otras voces de Ornette Coleman y "Little" Jimmy Scott respectivamente, que si bien nunca llegaron a estar en la canción, la grabación apareció en la película, en la celebración de Tom Hanks y Denzel Washington en la oficina. Se publicó en 1994 como el sencillo principal de la banda sonora original y alcanzó gran éxito en Europa y Norteamérica.
Streets of Philadelphia alcanzó incluso más popularidad en Europa que en los Estados Unidos. Mientras se mantenía en el número nueve de la lista de éxitos de Estados Unidos, alcanzó el número uno Alemania, Francia y Austria; y el segundo puesto en Reino Unido, con lo que fue el mayor éxito de Springsteen en ese país. También alcanzó el cuarto puesto en Australia. La canción se incluyó en el álbum All Time Greatest Movie Songs de Sony en 1999.

## Vídeo musical
El vídeo musical de la canción, dirigido por Jonathan Demme y su sobrino Ted Demme, empieza con Springsteen andando por las calles desoladas de la ciudad, seguido por un parque y un patio de escuela, con diversos recortes de la película. Después de una escena rápida de Rittenhouse Square, termina con Springsteen andando a lo largo del río Delaware con el puente de Benjamin Franklin de fondo. Tom Hanks también aparece caracterizado de su personaje justo antes de acabar.
La voz fue tomada en directo durante la grabación del vídeo usando un micrófono camuflado. Esta era una técnica, adecuada a la intensidad emocional de la grabación, que John Mellencamp desarrolló en la grabación del vídeo de Rain on the scarecrow en 1985, y que el propio Springsteen usó en 1987 al grabar el vídeo de Brilliant disguise.

## Interpretaciones en directo
Como la canción logró un gran número de premios, Springsteen la tocó en algunas de esas entregas de premios como en la ceremonia de los Óscar de 1993 en marzo de 1994, en la MTV Video Music Awards de septiembre de 1994 y en los Premios Grammy de 1995 de marzo de ese año.
Sin embargo, Springsteen dejó de tocar la canción con regularidad en sus conciertos. La tocó en las giras de 1995-1997 pero con menos notas sintéticas y de persión. Después la canción se volvió una rareza en sus conciertos y solo la toco una docena de veces en la gira de 1999-2000, y otro par de veces en 2006.

## Versiones
La canción fue versionada en directo por Melissa Etheridge y David Gray. Otras versiones de estudio son las de Ray Conniff —en el álbum de 1997 I Love Movies—, Casiotone for the Painfully Alone, Marah, Liv Kristine, Molly Johnson, Bettye Lavette, SALEM, The Fray, Gregorian y Muvrini with Anggun. Otros raperos de Filadelfia como Cassidy y los Larsiny Family han versionado esta canciónen el recopilatorio Put Ya L in the Sky, un esfuerzo para reducir la crimen en la ciudad.
La canción ha sido traducida al francés por Patrick Bruel y al catalán por Luis Eduardo Aute bajo el nombre de "Els carrers de Filadèlfia".
En febrero de 2013 Elton John la tocó en la National Academy of Recording Arts and Sciences en el concierto tributo a Bruce Springsteen del 2013.

## Premios
- Premios Óscar
  - Premio Óscar a la mejor canción original[1]
- Premios Globos de Oro
  - Globo de Oro a la mejor canción original
- Premios Grammy
  - Premio a la mejor grabación del año
  - Premio a la mejor canción de rock
  - Premio a la mejor interpretación vocal de rock masculina
  - Premio a la mejor canción escrita para una película, televisión u otro medio visual
- MTV Video Music Awards
  - Premio al mejor video musical de película

## Lista de canciones
| Sencillo en CD / sencillo 7" / Casete 1. "Streets of Philadelphia"–3:15 2. "If I Should Fall Behind"–4:43 | CD maxi / Maxi casete 1. "Streets of Philadelphia"–3:15 2. "If I Should Fall Behind"–4:43 3. "Growin' Up"–3:13 4. "The Big Muddy"–4:11 |

## Listas y ventas
| Chart (1994)                              | Posición |
| ----------------------------------------- | -------- |
| Australia (ARIA)                          | 4        |
| Austria (Ö3 Austria Top 40)               | 1        |
| Belgium (VRT Top 30 Flanders)             | 1        |
| Canadá (RPM)[cita requerida]              | 1        |
| Europa (Eurochart Hot 100)                | 1        |
| Finlandia (Suomen virallinen lista)       | 3        |
| Francia (SNEP)                            | 1        |
| Alemania (Media Control Charts)           | 1        |
| Irlanda (IRMA)                            | 1        |
| Italia (FIMI)                             | 1        |
| Países Bajos (Dutch Top 40)               | 6        |
| Nueva Zelanda (RIANZ)                     | 3        |
| Noruega (VG-lista)                        | 1        |
| Suecia                                    | 3        |
| Suiza (Schweizer Hitparade)               | 2        |
| Reino Unido (The Official Charts Company) | 2        |
| EE. UU. Billboard Hot 100                 | 9        |
| EE. UU. Billboard Adult Contemporary      | 3        |
| EE. UU. Billboard Mainstream Rock Tracks  | 25       |
| EE. UU. Billboard Top 40 Mainstream       | 13       |

| Lista (1994)              | Posición |
| ------------------------- | -------- |
| Australian Singles Chart  | 39       |
| Austrian Singles Chart    | 4        |
| Dutch Top 40              | 13       |
| French Singles Chart      | 5        |
| Swiss Singles Chart       | 12       |
| EE. UU. Billboard Hot 100 | 54       |

| País        | Certificación | Fecha               | Ventas certificadas |
| ----------- | ------------- | ------------------- | ------------------- |
| Austria     | Oro           | 18 de mayo de 1994  | 15 000              |
| Francia     | Plata         | 14 de junio de 1994 | 125 000             |
| Alemania    | Oro           | 1994                | 150 000             |
| Noruega     | Oro           | 1994                | 5 000               |
| Reino Unido | Plata         | 1 de marzo de 1994  | 200 000             |
| EE. UU.     | Oro           | 26 de abril de 1994 | 500 000             |